# احمد ابوناموس
احمد ابوناموس (عربی: احمد شحذة أبو ناموس؛ زادهٔ ۵ اکتبر ۱۹۹۹) بازیکن فوتبال اهل فلسطین است.
از باشگاه‌هایی که در آن بازی کرده است می‌توان به باشگاه ورزشی بنی یاس اشاره کرد.